# Alopecosa kalavrita
Alopecosa kalavrita este o specie de păianjeni din genul Alopecosa, familia Lycosidae, descrisă de Jan Buchar în anul 2001.
Este endemică în Grecia. Conform Catalogue of Life specia Alopecosa kalavrita nu are subspecii cunoscute.